# Cumbia norteña mexicana
La cumbia norteña mexicana, ou cumbia norteña mexicaine, est un sous-genre musical de la cumbia mexicaine, originaire du nord-est du Mexique et d'une partie du Texas (ancien territoire mexicain). La cumbia a été introduite au Mexique par le Colombien Luis Meyer, soutenu par l'orchestre et le chant des Mexicains Tony Camargo et Rafael de Paz, ce qui a permis au rythme de devenir populaire dans le centre du pays dès le début des années 1940. De plus, des thèmes de cumbia ont été sporadiquement introduits dans les films mexicains en tant qu'éléments de l'intrigue, ce qui a rendu le rythme encore plus connu.
Ces deux personnages sont les plus célèbres des débuts de la cumbia mexicaine et ont été les deux piliers sur lesquels se sont construits les adaptations ultérieures et les groupes de cumbia du Mexique. Leurs enregistrements étant très populaires dans le pays et aux États-Unis, ils sont rapidement devenus une référence et des groupes se consacrant à l'imitation de ces enregistrements cumbiambero ont commencé à émerger, dans ce cas dans le style des groupes norteña et ballades du nord-est.

## Histoire
Dans les années 1980, très peu de groupes norteños se consacraient à la cumbia, si bien que le genre a décliné, laissant la place à la norteña tropicale, qui a occupé la scène pendant toute la décennie. Cependant, au début des années 1990, elle a commencé à décliner et la cumbia norteña traditionnelle a refait surface et jusqu'à aujourd'hui, sous l'impulsion principalement du Texas.
Le quatuor Grupo Bronco, originaire d'Apodaca, Nuevo León, constitue un tournant entre les époques précédentes de la norteña et la cumbia telle qu'on la connaît aujourd'hui, leur style tecnocumbia norteña leur conférant une place particulière dans l'histoire enregistrée de la cumbia mexicaine. Apparus à la fin des années 1980 et au début des années 1990, leurs albums enregistrés pour Discos Ariola les ont immédiatement catapultés avec leurs tubes Con zapatos de tacón, Sergio el bailador et Que no quede huella, écrits par José Guadalupe Esparza, et ont investi les grandes scènes du Mexique et des États-Unis. Ils ont également été portés au grand écran aux côtés d'acteurs de premier plan tels que Julio Alemán et de groupes tels que Los Barón et Tropical Panamá dans le film Bronco.
Au milieu des années 1990, un groupe appelé Los Pedernales, qui s'est fait connaître dans la cumbia traditionnelle norteño avec ses tubes La Del moño colorado, Morenita y coqueta entre autres, occupera de grands espaces télévisés et ont été largement diffusés à la radio mexicaine, en utilisant des éléments traditionnels norteños (guitare basse, basse, accordéon) y compris un güiro, mais leur notoriété a été de courte durée.
L'un des premiers groupes à relancer le genre, avec un grand succès dans la seconde moitié des années 1990, est le Grupo Límite, originaire de l'État de Nuevo León, dont la chanteuse Alicia Villarreal a connu un grand succès au Mexique, aux États-Unis et dans certaines régions d'Amérique centrale et d'Amérique du Sud avec des reprises et des chansons originales telles que Sentimientos, Con la misma piedra, et Yo sin tu amor, entre autres, dont certaines ont été réenregistrées en Amérique du Sud. À l'époque, ce style « inclassable » n'était pas identifiable par les radiodiffuseurs et les producteurs de maisons de disques qui, par manque d'expertise, ne savaient pas en quoi consistait la musique qu'il jouait.
Vers les années 2000, le succès de la cumbia norteña se poursuit dans le sud des États-Unis et le nord-est du Mexique, envahissant le reste du pays, avec de plus en plus de groupes qui s'y consacrent, et à ce jour, les plus réussis et avec le matériel le plus enregistré sont le Grupo Tigrillos avec leur tube Mira, oye, Grupo Control, Los Hijos del pueblo, Traileros del norte, Paco barrón, La Leyenda, Atrapado, Lalo Mora, et même l'autorité norteño Los tigres del norte et Los Tucanes de Tijuana ont dans leur répertoire des cumbias norteñas bailables.